# Parco nazionale Nižnjaja Kama
Il parco nazionale Nižnjaja Kama (in russo Национальный парк Нижняя Кама, che significa letteralmente «parco nazionale del Kama inferiore») è un parco nazionale della Russia centrale, situato nei distretti di Tukayev ed Elabuga, nel Tatarstan. È stato istituito il 20 aprile del 1991 per proteggere le foreste di conifere (per lo più di pini) lungo le sponde del fiume Kama.

## Posizione e geografia
Il parco è costituito da tre zone separate. Due di esse - Maly Bor e Tanayavskaya Dacha - sono situate nei pressi della città di Elabuga, sulla sponda destra del Kama, mentre la terza, Bolshoy Bor, è situata sulla penisola lungo la sponda sinistra del fiume, fuori dalla città di Naberežnye Čelny. Entro i confini del parco, il Kama appare sotto forma del cosiddetto bacino di Nižnekamsk. La sponda destra del fiume è elevata, e scende a picco con precipizi. Il fiume Toyma è il maggior affluente del Kama entro i confini del parco. La sponda sinistra del Kama è pianeggiante. Al di là della diga, appartengono al parco anche i meandri del Kama e i prati che sorgono sulla sponda destra del fiume.

## Fauna
Tra i grandi mammiferi presenti nel parco figurano alci, caprioli, cinghiali, linci, tassi, castori eurasiatici e cani procioni. Sono presenti alcune specie di pipistrelli, comprese alcune forme rare. Il parco ospita oltre 190 specie di uccelli, 6 specie di rettili, 10 specie di anfibi e 16 specie di pesci.

## Flora
Le aree adiacenti al bacino di Nižnekamsk sono ricoperte dalla foresta. La foresta è presente anche lontano dalle rive, sotto forma di boschetti isolati. Tra gli alberi, i più comuni sono pini (il 65,4% dell'area forestale), faggi (19%) e aceri (6%). Alcune aree di foresta sono state trapiantate dall'uomo.